# Dylan Arnold
Dylan Arnold (Seattle, 11 de febrero de 1994) es un actor estadounidense, reconocido principalmente por interpretar el papel de Noah en el filme dramático After (2019) y en su secuela After We Collided (2020), de Cameron Elam en la película de terror Halloween (2018) y Halloween Kills (2021), y de Theo Engler en el seriado You (2021).
En 2022 su participación fue confirmada en la película Oppenheimer de Christopher Nolan (2023), en el papel de Frank Oppenheimer.

## Filmografía

### Cine y televisión
| Año  | Título                  | Papel             | Notas             |
| ---- | ----------------------- | ----------------- | ----------------- |
| 2012 | Fat Kid Rules the World | Dayle             |                   |
| 2014 | Laggies                 | Patrick           |                   |
| 2014 | 4 Minute Mile           | Eric Whitehall    |                   |
| 2014 | 7 Minutes               | Johnny            |                   |
| 2017 | When We Rise            | Gilbert Baker     | 1 episodio        |
| 2017 | S.W.A.T.                | Whip              | 2 episodios       |
| 2017 | Mudbound                | Carl Atwood       |                   |
| 2018 | Nashville               | Twig Wysecki      | 8 episodios       |
| 2018 | The Purge               | Henry Bodreaux    | 3 episodios       |
| 2018 | Disfluency              | Mark              |                   |
| 2018 | Halloween               | Cameron Elam      |                   |
| 2019 | After                   | Noah Porter       |                   |
| 2019 | Into the Dark           | Hank/Michael      | 2 episodios       |
| 2020 | After We Collided       | Noah Porter       |                   |
| 2021 | Halloween Kills         | Cameron Elam      |                   |
| 2021 | You                     | Theo Engler       | Reparto principal |
| 2023 | Oppenheimer             | Frank Oppenheimer |                   |